# Cầu lông tại Đại hội Thể thao Bán đảo Đông Nam Á 1967
Cầu lông là một trong 16 môn thể thao được tổ chức tại Đại hội Thể thao Bán đảo Đông Nam Á năm 1967, diễn ra từ ngày 9 đến 16 tháng 12 năm 1967, tại sân vận động Kittikachorn ở Bangkok, Thái Lan.
Chương trình và nội dung thi đấu bao gồm năm nội dung: đơn nam, đơn nữ, đôi nam, đôi nữ và đôi nam nữ. Nước chủ nhà Thái Lan giành huy chương vàng ở ba nội dung, trong khi Malaysia xếp thứ hai với hai huy chương vàng. Đáng chú ý, ở nội dung đơn nam, Sangob Rattanusorn của Thái Lan đăng quang với chiến thắng 18–17, 17–14, trong khi ở đơn nữ, chức vô địch thuộc về Thongkam Kingmanee (Thái Lan) với tỉ số 11–8, 2–11, 11–3 trước Rosalind Singha Ang từ Malaysia.

## Tóm tắt kết quả
| Nội dung   | Vàng                                            | Bạc                                                | Đồng                                              |
| ---------- | ----------------------------------------------- | -------------------------------------------------- | ------------------------------------------------- |
| Đơn nam    | Sangob Rattanusorn · Thái Lan                   | Somsook Boonyasukhanonda · Thái Lan                | Billy Ng · Malaysia                               |
| Đơn nam    | Sangob Rattanusorn · Thái Lan                   | Somsook Boonyasukhanonda · Thái Lan                | Yew Cheng Hoe · Malaysia                          |
| Đơn nữ     | Thongkam Kingmanee · Thái Lan                   | Rosalind Singha Ang · Malaysia                     | Sumol Chanklum · Thái Lan                         |
| Đơn nữ     | Thongkam Kingmanee · Thái Lan                   | Rosalind Singha Ang · Malaysia                     | Myint Myint Khin · Miến Điện                      |
| Đôi nam    | Ng Boon Bee · Tan Yee Khan · Malaysia           | Narong Bhornchima · Raphi Kanchanaraphi · Thái Lan | Chavalert Chumkum · Sangob Rattanusorn · Thái Lan |
| Đôi nam    | Ng Boon Bee · Tan Yee Khan · Malaysia           | Narong Bhornchima · Raphi Kanchanaraphi · Thái Lan | Khor Cheng Chye · Yew Cheng Hoe · Malaysia        |
| Đôi nữ     | Rosalind Singha Ang · Teoh Siew Yong · Malaysia | Ho Cheng Yoke · Sylvia Tan · Malaysia              | Boopha Kaenthong · Mulliga Phitakarnop · Thái Lan |
| Đôi nữ     | Rosalind Singha Ang · Teoh Siew Yong · Malaysia | Ho Cheng Yoke · Sylvia Tan · Malaysia              | Sumol Chanklum · Thongkam Kingmanee · Thái Lan    |
| Đôi nam nữ | Chirasak Champakao · Sumol Chanklum · Thái Lan  | Sila Ulao · Mulliga Phitakarnop · Thái Lan         | Lee Guan Chong · Yap Hei Lin · Malaysia           |
| Đôi nam nữ | Chirasak Champakao · Sumol Chanklum · Thái Lan  | Sila Ulao · Mulliga Phitakarnop · Thái Lan         | Ng Boon Bee · Teoh Siew Yong · Malaysia           |

## Kết quả bán kết
| Nội dung   | Chiến thắng                             | Thua cuộc                              | Tỷ số             |
| ---------- | --------------------------------------- | -------------------------------------- | ----------------- |
| Đơn nam    | Somsook Boonyasukhanonda                | Yew Cheng Hoe                          | 9–15, 15–12, 15–8 |
| Đơn nam    | Sangob Rattanusorn                      | Billy Ng                               | 15–9, 15–6        |
| Đơn nữ     | Rosalind Singha Ang                     | Sumol Chanklum                         | 11–3, 11–6        |
| Đơn nữ     | Thongkam Kingmanee                      | Myint Myint Khin                       | 11–6, 11–8        |
| Đôi nam    | Ng Boon Bee & Tan Yee Khan              | Chavalert Chumkum & Sangob Rattanusorn | 15–11, 15–10      |
| Đôi nam    | Narong Bhornchima & Raphi Kanchanaraphi | Khor Cheng Chye & Yew Cheng Hoe        | 15–13, 15–3       |
| Đôi nữ     | Rosalind Singha Ang & Teoh Siew Yong    | Boopha Kaenthong & Mulliga Phitakarnop | 15–5, 15–4        |
| Đôi nữ     | Sylvia Tan & Ho Cheng Yoke              | Sumol Chanklum & Thongkam Kingmanee    | 15–13, 15–5       |
| Đôi nam nữ | Chirasak Champakao & Sumol Chanklum     | Ng Boon Bee & Teoh Siew Yong           | 15–6, 15–10       |
| Đôi nam nữ | Sila Ulao & Mulliga Phitakarnop         | Lee Guan Chong & Yap Hei Lin           | 9–15, 15–5, 15–6  |

## Kết quả chung cuộc
| Nội dung   | Vô địch                              | Á quân                                  | Tỷ số            |
| ---------- | ------------------------------------ | --------------------------------------- | ---------------- |
| Đơn nam    | Sangob Rattanusorn                   | Somsook Boonyasukhanonda                | 18–17, 17–14     |
| Đơn nữ     | Thongkam Kingmanee                   | Rosalind Singha Ang                     | 11–8, 2–11, 11–3 |
| Đôi nam    | Ng Boon Bee & Tan Yee Khan           | Raphi Kanchanaraphi & Narong Bhornchima | 15–7, 15–8       |
| Đôi nữ     | Rosalind Singha Ang & Teoh Siew Yong | Sylvia Tan & Ho Cheng Yoke              | 18–17, 15–8      |
| Đôi nam nữ | Chirasak Champakao & Sumol Chanklum  | Sila Ulao & Mulliga Phitakarnop         | 7–15, 15–7, 15–4 |

## Bảng huy chương
| Hạng               | Đoàn               | Vàng | Bạc | Đồng | Tổng số |
| ------------------ | ------------------ | ---- | --- | ---- | ------- |
| 1                  | Thái Lan (THA)     | 3    | 3   | 4    | 10      |
| 2                  | Malaysia (MAS)     | 2    | 2   | 5    | 9       |
| 3                  | Myanmar (MYA)      | 0    | 0   | 1    | 1       |
| Tổng số (3 đơn vị) | Tổng số (3 đơn vị) | 5    | 5   | 10   | 20      |